# Volkert
Volkert is een Nederlandse voornaam. De naam is oorspronkelijk een Friese naam met een Germaanse bron. Volkert betekent "de sterke onder het volk" of "leger".
Bekende personen met de voornaam Volkert zijn:
- Volkert van der Graaf, de moordenaar van Pim Fortuyn[1]
- Volkert Manger Cats, voormalig medisch directeur van de Nederlandse Hartstichting

In het Duits is Volker een veel voorkomende jongensnaam met dezelfde etymologie.